# Amor del alma
Amor del alma es el título del 12°. álbum de estudio grabado por el cantautor salvadoreño Álvaro Torres, Fue lanzado al mercado por la empresa discográfica EMI Latin el 21 de septiembre de 1993. El álbum fue producido nuevamente por Enrique Elizondo y cuenta con 10 canciones de su auditoría.

## Lista de canciones
Todas las canciones escritas y compuestas por Álvaro Torres. 
| Amor del alma |                        |               |          |  |
| N.º           | Título                 | Escritor(es)  | Duración |  |
| 1.            | «Tú mejor amigo»       | Álvaro Torres | 4:20     |  |
| 2.            | «Insaciable»           | Álvaro Torres | 4:02     |  |
| 3.            | «Una probadita»        | Álvaro Torres | 2:50     |  |
| 4.            | «Ángel caído»          | Álvaro Torres | 3:30     |  |
| 5.            | «Te llevo dentro»      | Álvaro Torres | 3:56     |  |
| 6.            | «Qué lástima»          | Álvaro Torres | 3:50     |  |
| 7.            | «Cuatro»               | Álvaro Torres | 3:31     |  |
| 8.            | «Corazones al desnudo» | Álvaro Torres | 2:45     |  |
| 9.            | «Contigo sí»           | Álvaro Torres | 4:14     |  |
| 10.           | «Amor del alma»        | Álvaro Torres | 4:20     |  |

- Datos: Q65943295